# 神秘星球
《超凡地球》（英語：One Strange Rock）是2018年推出的一部美国科学纪录片，于2018年3月26日在国家地理频道首播。本纪录片一共十集，透过八位宇航员远离地球的独特视角来展示地球内部和外部景观，带领观众展开一场史诗般的环球旅行，以讲述人类如何在地球上茁壮成长的故事。节目由威尔·史密斯主持，参与的宇航员有克里斯·哈德菲尔德、Nicole Stott、杰夫·霍夫曼、梅·杰米森、Leland Melvin、麦克马西米诺、杰瑞·利宁杰和佩吉·惠特森。该纪录片系列是由制作人戴伦·阿罗诺夫斯基和制片人Jane Root执行制作。该剧集也被喻为美国国家地理频道130年来最大型、最具雄心的10集科学系列大型纪录片。
中国大陆的优酷视频于2019年10月24日起引进该节目的中文版，定名为《被点亮的星球》，每周四更新一集，由郎朗和万茜负责解说。电视端则在东方卫视首播，2019年10月24日起每周四21:30播出（当日播出第一集，10月31日至11月14日改在23:45播出，播出第二至四集，11月21日至12月12日恢复原时段播出，播出第二至五集，故实际仅播出五集）。

## 集數
| 集数 | 标题      | 译名 | 英国播出日期  | 美国播出日期（首播） |
| ---- | --------- | ---- | ------------- | -------------------- |
| 1    | Gasp      |      | 2018年3月27日 | 2018年3月26日        |
| 2    | Storm     | 风暴 | 2018年4月3日  | 2018年4月2日         |
| 3    | Shield    | 屏障 | 2018年4月10日 | 2018年4月9日         |
| 4    | Genesis   |      | 2018年4月17日 | 2018年4月16日        |
| 5    | Survival  | 生存 | 2018年5月1日  | 2018年4月30日        |
| 6    | Escape    | 逃離 | 2018年5月22日 | 2018年5月21日        |
| 7    | Terraform |      | 2018年5月15日 | 2018年5月14日        |
| 8    | Alien     |      | 2018年4月24日 | 2018年4月23日        |
| 9    | Awakening | 觉醒 | 2018年5月8日  | 2018年5月7日         |
| 10   | Home      | 家园 | 2018年5月29日 | 2018年5月28日        |